# بيجا ستوجاكوفتش
بيجا ستوجاكوفتش مواليد 9 يونيو 1977 في كرواتيا، جمهورية كرواتيا الاشتراكية، جمهورية يوغوسلافيا الاشتراكية الاتحادية، هو لاعب كرة سلة صربي سابق بدأ مسيرته الاحترافية في سنة 1992. يبلغ طوله 6 قدم 10 بوصة (2.1 م). مثّل منتخب بلاده. شارك في مسابقة كرة السلة في الألعاب الأولمبية الصيفية. اعتزل اللعب في 2011.

## فرق لعب لها
- سكرامنتو كينغز
- إنديانا بايسرز
- نيو أورلينز بيليكانز
- تورونتو رابتورز
- دالاس مافيريكس

## الميداليات
| الميدالية | المسابقة                         |
| --------- | -------------------------------- |
| ذهبية     | بطولة كأس العالم لكرة السلة 2002 |
| برونزية   | بطولة أمم أوروبا لكرة السلة 1999 |
| ذهبية     | بطولة أمم أوروبا لكرة السلة 2001 |

## روابط خارجية
- بيجا ستوجاكوفتش على موقع الاتحاد الدولي لكرة السلة (الإنجليزية)
- بيجا ستوجاكوفتش على موقع إن بي أي (الإنجليزية)
- بيجا ستوجاكوفتش على موقع سبورتس رفرنس (الإنجليزية)
- بيجا ستوجاكوفتش على موقع كرة السلة الأوروبية.كوم (الإنجليزية)
- بيجا ستوجاكوفتش على موقع ريلجم (الإنجليزية)
- بيجا ستوجاكوفتش على موقع بروبوليرز (الإنجليزية)
- بيجا ستوجاكوفتش على موقع سبورتس رفرنس (الإنجليزية)
- بيجا ستوجاكوفتش على موقع اللجنة الأولمبية الدولية (الإنجليزية)
- بيجا ستوجاكوفتش على موقع أوليمبيديا (الإنجليزية)